# Prinia à front roux
Prinia buchanani
Espèce
Statut de conservation UICN

 LC  : Préoccupation mineure
La Prinia à front roux (Prinia buchanani) est une espèce d'oiseaux de la famille des Cisticolidés, qu’on trouve en Inde et au Pakistan.
L'espèce a été décrite par Edward Blyth en s’inspirant d'une illustration de l'oiseau provenant du Bengale dans les collections de Buchanan Hamilton.

## Étymologie
Son épithète spécifique lui a été donnée en l'honneur de Francis Buchanan-Hamilton (1762-1829).

## Description
Le Prinia à front roux est un petit oiseau trapu, mesurant généralement 12 cm de long et pesant 5 à 6 g. Les parties supérieures sont couleur sable. Les parties inférieures sont blanc cassé. Les pattes et les doigts sont roses. Les rémiges et les plumes de la queue sont également couleur sable. Le dessous de la queue est blanc crème. La tête est brun olive, et l'oiseau présente un sourcil pâle et un fin cercle oculaire rouge. Le bec est celui d'un insectivore typique, fin et légèrement courbé, et les yeux sont rouge-orangés.

## Habitat et comportement
La Prinia à front roux se trouve en Inde et au Pakistan. L’espèce habite la forêt sèche subtropicale ou tropicale. Il est également présent dans des  zones rocheuses, des zones artificielles terrestres et des zones ouvertes sèches avec une végétation éparse, comme les plaines et les collines. Il se faufile furtivement entre les groupes de végétation.
C'est un oiseau insectivore qui se nourrit dans les feuillages ou à terre. C'est un oiseau discret qui se laisse approcher. Il émet un chant répétitif du haut d'un perchoir exposé en remuant la queue.  
Ils sont principalement résidents, la migration étant limitée à des déplacements locaux par temps froid. Les oiseaux non reproducteurs peuvent former de petites bandes.

## Reproduction
Le nid est fait de bandes d'herbe tissées ensemble. Il est construit à un ou deux mètres du sol. La femelle y pond généralement entre deux et quatre œufs.

## Statut de conservation
La population est stable, elle est considérée par l’UICN comme « préoccupation mineure »,.

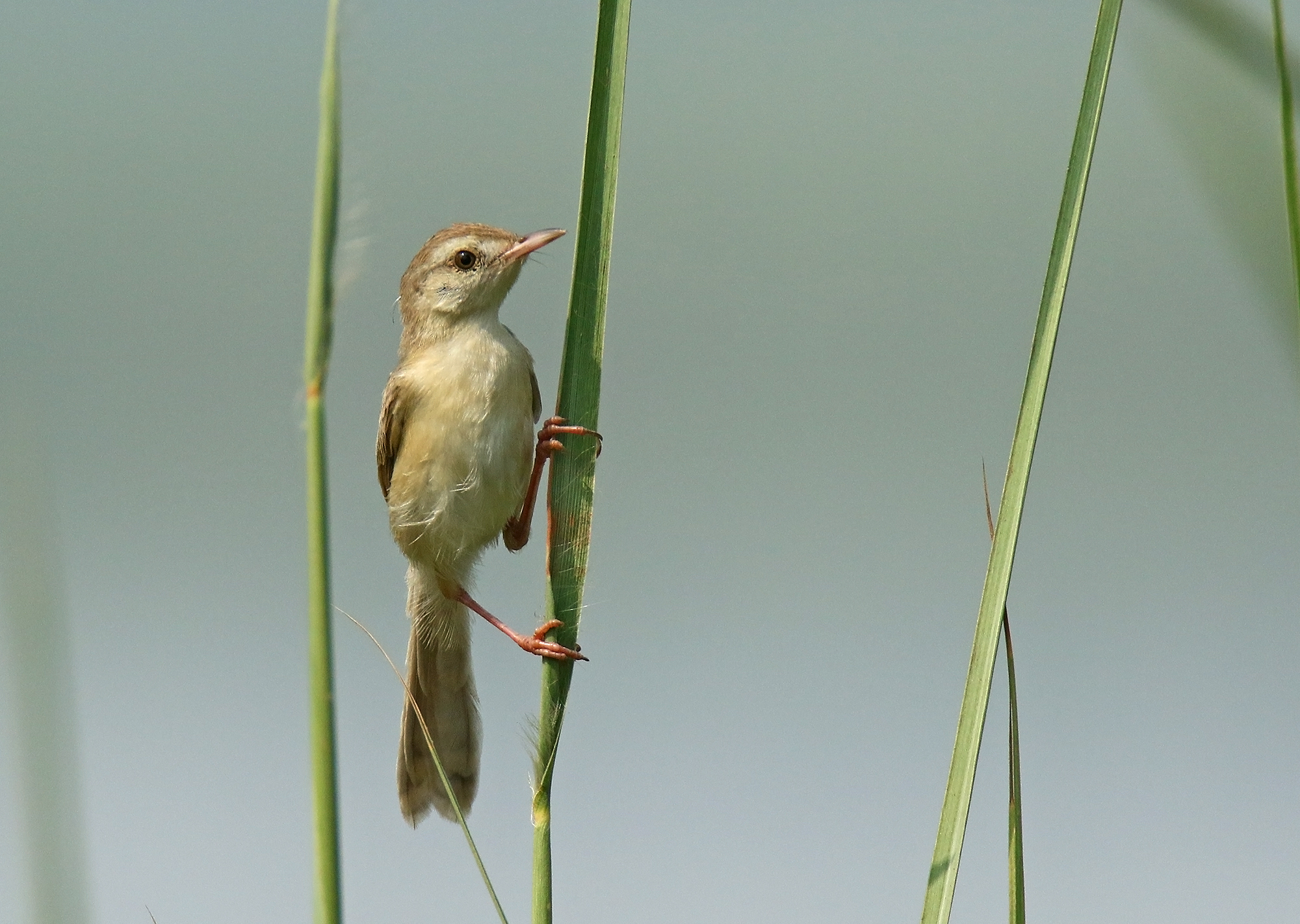
Prinia à front roux

## Systématique
Le nom valide complet (avec auteur) de ce taxon est Prinia buchanani Blyth, 1844.
Ce taxon porte en français le nom vernaculaire ou normalisé suivant : Prinia à front roux.